# Leonard Byrd
Leonard Byrd (* 17. März 1975 in Fort Rocker, Alabama) ist ein ehemaliger US-amerikanischer Sprinter, der sich auf den 400-Meter-Lauf spezialisiert hatte.
Der vermeintlich größte Erfolg seiner Karriere war der Sieg mit der US-amerikanischen 4-mal-400-Meter-Staffel bei den  Leichtathletik-Weltmeisterschaften 2001 in Edmonton. Leonard Byrd, Antonio Pettigrew, Derrick Brew und Angelo Taylor verwiesen in 2:57,54 min die Staffeln von den Bahamas und aus Jamaika auf die Plätze. 2008 verloren die US-Amerikaner jedoch ihre Medaillen, weil Antonio Pettigrew Doping nachgewiesen worden war.
Zu Leonard Byrds besten internationalen Einzelresultaten über 400 m zählen die dritten Plätze bei den Goodwill Games 2001 und beim IAAF Grand Prix Final 2002 sowie das Erreichen der Halbfinalrunde bei den Weltmeisterschaften 2001.
Leonard Byrd hatte bei einer Körpergröße von 1,81 m ein Wettkampfgewicht von 71 kg.

## Bestleistungen
- 200 m: 21,19 s, 6. Juni 2006, Turin
- 400 m: 44,45 s, 5. Mai 2002, Belém